# Thelypteris cocos
Thelypteris cocos är en kärrbräkenväxtart som beskrevs av Alan Reid Smith och Lellinger. Thelypteris cocos ingår i släktet Thelypteris och familjen Thelypteridaceae. Inga underarter finns listade.